# Monte Falcone
Il monte Falcone è la punta più alta (686 m s.l.m.) dell'isola di Marettimo, nell'arcipelago siciliano delle isole Egadi. Sul monte vi è un altarino dove fu celebrata nel 1976 una messa. La visuale del monte permette di vedere nella parte nord-est il castello di Punta Troia, in quella sud-est il villaggio e nella parte ovest la zona A della riserva integrale o zona delle "barranche".